# Ourapteryx approximaria
Ourapteryx approximaria är en fjärilsart som beskrevs av Alfred Ernest Wileman 1912. Ourapteryx approximaria ingår i släktet Ourapteryx och familjen mätare. Inga underarter finns listade i Catalogue of Life.